# Glycyphagidae
Glycyphagidae é uma família de ácaros que inclui numerosas espécies cosmopolitas que ocorrem em biótopos abrigados e ricos em matéria orgânica. São comuns em ambiente doméstico, em armazéns, estábulos, colmeias, ninhos de aves e tocas de roedores Inclui o género Blomia, cuja espécie Blomia tropicalis é uma das principais causas de alergia aos ácaros entre as populações humanas das regiões tropicais.